# Amama Mbabazi
John Patrick Amama Mbabazi (n. Kabale, 16 de enero de 1949), conocido simplemente como Amama Mbabazi, es un abogado y político ugandés que ejerció el cargo de Primer ministro de Uganda entre el 24 de mayo de 2011 y su despido por parte del Presidente Yoweri Museveni el 19 de septiembre de 2014. Mbabazi desempeñó un papel instrumental en la lucha contra los diversos gobiernos dictatoriales de Uganda entre 1971 y 1986 y fue miembro fundador del gobernante y dominante Movimiento de Resistencia Nacional. Fue Secretario General del partido desde su legalización en noviembre de 2005 hasta enero de 2015. Tras intentar obtener la nominación presidencial del partido por encima de Museveni, gobernante desde 1986, fue expulsado del gobierno.
Mbabazi sirvió como miembro del parlamento por la circunscripción de Kinkiizi Oeste en el distrito de Kanungu, una posición que mantuvo a partir de las elecciones de 1996 hasta 2016, cuando renunció para presentarse como candidato en las elecciones presidenciales de ese año, sin éxito.

## Primeros años y educación
Nació en Mparo Village, Condado de Rukiga, en el actual distrito de Kabale, el 16 de enero de 1949. Asistió a dos de las instituciones educativas más importantes en Uganda, el Kigezi College Butobere y el Ntare School. Mbabazi obtuvo una Licenciatura en Derecho de la Universidad de Makerere. Recibió un Diploma de Postgrado en Práctica Jurídica del Centro de Desarrollo de la Ley en Kampala. Es abogado de los Tribunales de Judicatura de Uganda y ha sido miembro de la Sociedad Jurídica de Uganda desde 1977.

## Carrera política
Antes de incorporarse a la política, trabajó como abogado estatal en el Ministerio Público de 1976 a 1978, ascendiendo a la posición de secretario del Consejo de Derecho de Uganda de 1977 a 1979.
Entre 1986 y 1992, en el primer período de gobierno de Yoweri Museveni, se desempeñó como jefe de la Organización de Seguridad Exterior. Ocupó sucesivamente los cargos de Ministro Estatal de la Presidencia y Ministro Estatal de Defensa. Fue Secretario del Caucus del Movimiento de Resistencia Nacional en la Asamblea Constituyente que redactó la Constitución de Uganda de 1995. Posteriormente, se desempeñó como ministro estatal para la Cooperación Regional de 1998 a 2001. Fue procurador general y ministro de Justicia de 2004 a 2006, una hazaña que le valió el apodo de "Super Ministro". Fue nombrado Ministro de Defensa en 2006, puesto que ocupó hasta que fue nombrado Ministro de Seguridad. Mnatuvo el cargo de Ministro de la Seguridad desde febrero de 2009 hasta mayo de 2011, cuando fue nombrado Primer ministro de Uganda, siendo esta la posición más alta que llegó a ocupar, y el último cargo que tendría del lado del gobierno.

## Oposición al gobierno y candidatura presidencial
Tras oírse los rumores de que Mbabazi pretendía presentarse en elecciones primarias para obtener la nominación del NRM en lugar de Museveni en 2016, el presidente lo reemplazó con Ruhakana Rugunda, quien había sido mejor amigo de Mbabazi en su infancia, el 18 de septiembre de 2014, siendo esto visto como una medida para castigar a Mbabazi. Sin embargo, esto hizo que el antiguo Primer ministro iniciara su pase a la oposición, declarando el 15 de junio de 2015 que desafiaría a Museveni por la candidatura del partido durante un congreso del NRM, destinado a realizarse el 4 de octubre. Museveni respondió a esto con ira, afirmando que era una "conducta negativa y prematura". El 31 de julio, tras un gran desacuerdo entre los altos funcionarios del partido y el propio Mbabazi, el ex Primer ministro declaró que se convertiría en un candidato independiente, aunque posteriormente estableció el pequeño partido Avanzar, el cual configuró la Alianza Democrática, compuesta por varios partidos de la oposición. Sin embargo, en las elecciones, Mbabazi obtuvo tan solo el 1.39% de los votos, quedando tercero tras Kizza Besigye y Museveni.